# Meteorit Suizhou
El meteorit Suizhou és un grup de 12 meteorits amb un pes total de 70 kg que van caure el 15 d'abril de 1986 a la localitat xinesa de Xihe, 
al sud-est de la ciutat de Suizhou, a la província de Hubei.

## Característiques
Alguns dels filons de xoc del meteorit contenen polimorfs d'alta pressió de diversos minerals que només són estables a pressions que es troben en les profunditats del mantell terrestre. De les més de 30 varietats diferents de minerals que han estat descrites al meteorit, 10 han estat descobertes al meteorit: asimowita, elgoresyita, hemleyita, hiroseïta, ohtaniïta, poirierita, shenzhuangita, tuïta, wangdaodeïta i xieïta.
| Minerals descoberts al meteorit | Minerals descoberts al meteorit                                       |
| Espècie                         | Fórmula                                                               |
| ------------------------------- | --------------------------------------------------------------------- |
| Asimowita                       | Fe2+ 4O(Si₂O₇)                                                        |
| Elgoresyita                     | (Mg₅Si₂)O9                                                            |
| Hemleyita                       | (Fe2+ 0,48Mg0,37Ca0,04Na0,04Mn2+ 0,03Al0,03Cr3+ 0,01)sum=1,00Si1,00O₃ |
| Hiroseïta                       | FeSiO₃                                                                |
| Ohtaniïta                       | Mg₃(Si₀,₅◻₀,₅)Si₂O₈                                                   |
| Poirierita                      | Mg₂SiO₄                                                               |
| Shenzhuangita                   | NiFeS₂                                                                |
| Tuïta                           | Ca₃(PO₄)₂                                                             |
| Wangdaodeïta                    | FeTiO₃                                                                |
| Xieïta                          | Fe2+Cr₂O₄                                                             |